# Bianca Helmig
Bianca Helmig (* 17. Juli 2002 in Freiburg im Üechtland, Schweiz) ist eine deutsche Basketballspielerin. Sie spielt in der Saison 2023/2024 am College für die Acadia Axewomen in Kanada und ist deutsche U20 Nationalspielerin.

## Karriere

### Vereine
Helmig fing 2009 beim TSV Towers Speyer-Schifferstadt an, Basketball zu spielen und durchlief dort alle Jugendteams. 2016 begann sie, mit den Pfalz Towers, die ebenfalls zum TSV gehören, in der Weiblichen Nachwuchs Bundesliga (WNBL) zu spielen. Im gleichen Jahr stieg sie in die 2. Bundesliga ihres Vereins auf. Nach vier Jahren in der WNBL und zwei erreichten Playoffs war sie zu alt für diese Liga. 2020–2021 entwickelte sich Helmig in der 2. Bundesliga zu einer Führungsspielerin und unter anderem Topscorerin der Mannschaft in vielen Spielen.
Zur Saison 2021/2022 wechselte sie in die 1. Bundesliga zu den Eigner Angels Nördlingen (BG Donau-Ries). Zur Saison 2022/2023 wechselte Helmig ans College nach Kanada zu den Acadia Axewomen.

### Nationalmannschaft
Bianca Helmig war seit 2014 Teil der Rheinland-Pfalz Auswahl und von 2015 bis 2018 Teil der SG Südwest Auswahl und bestritt viele Spiele für ihr Team. Im Dezember 2015 wurde sie außerdem beim Talente mit Perspektive Turnier zu den besten 48 Spielerinnen ihres Jahrgangs in Deutschland ausgewählt und zum Finalturnier im April 2016 eingeladen. Den Sprung in die Nationalmannschaft schaffte Helmig 2019, als sie aufgrund ihrer starken Leistungen in der 2. Bundesliga zum Nationalmannschaftsnominierungslehrgang eingeladen wurde. Dort überzeugte die Bundestrainer Stefan Mienack und war seitdem Teil der U18-Nationalmannschaft.
Im Februar 2020 bestritt sie ihre ersten zwei Länderspiele gegen die U18-Nationalmannschaft von Tschechien. In ihrem ersten Länderspiel war Helmig mit 14 Punkten direkt beste Scorerin ihrer Mannschaft. Im folgenden Jahr nahm Helmig mit 18 Jahren an den U20 European Challengers als jüngerer Jahrgang Teil und sammelte dort Spielzeit. 2022 bestritt sie erneut mit der U20-Nationalmannschaft die U20 B-Europameisterschaft in Skopje, Nordmazedonien, wo ihr Team zwei Siege errang. Helmig kam bei allen Challenger- und Europameisterschaft-Spielen zum Einsatz.

Acadia University
Seit 2022 spielt Helmig an der kanadischen Universität Acadia University in Wolfville, Nova Scotia für die Axewomen. In ihrer ersten Saison wurde sie zum Rookie of the year in ihrer Konferenz, der Atlantic University Sports Conference gewählt. Außerdem gehörte sie zu den besten fünf „rookies“ oder Spielerinnen im ersten Collegejahr in ganz Kanada, genannt „USPORTS All Rookie Team“.
Mit ihrem Team erreichte Bianca Helmig in der Saison 2022/23 das Finale der Konferenz-Meisterschaften und konnte somit a den Kanadischen Meisterschaften teilnehmen, wo ihre Mannschaft den 5. Platz erreichte und damit Geschichte für die Universität schrieb.